# 皮夫登内 (新瓦西里夫卡市镇)
皮夫登内（烏克蘭語：Південне），是烏克蘭東南部扎波羅熱州梅利托波爾區新瓦西里夫卡市镇内的村落。始建於1920年，面積1.19平方公里，海拔高度44米，2001年人口87，人口密度每平方公里73.1人。